# جک هارو
 جک هارو  (به انگلیسی: Jack Harrow) (زاده ۱۸ اکتبر ۱۸۸۸ - درگذشته ۱۹ ژوئیه ۱۹۵۸) بازیکن فوتبال سابق اهل کشور انگلستان است.
وی در باشگاه چلسی به مدت ۱۵ سال سابقه عضویت دارد. همچنین وی ۲ بازی ملی در کارنامه دارد.